# E. D.
E. D. ist das Pseudonym eines französischen Autors, der gegen Ende des 19. und zu Beginn des 20. Jahrhunderts eine Reihe erotischer und teilweise sadomasochistisch-flagellantischer Romane und Erzählungen veröffentlichte. Sein bekanntestes, bis heute immer wieder aufgelegtes Werk sind Die Memoiren einer russischen Tänzerin (1893).
Welche Person sich hinter den Initialen verbarg, ist nicht bekannt. 
Louis Perceau vermutete Émile Desjardins, angeblich ein Lehrer an der Universität Montpellier, als den wirklichen Namen. Einige der Werke schreibt Perceau auch dem 1890 verstorbenen Adolphe Belot zu.
Pascal Pia schreibt in seiner Bibliographie der Bestände des Enfer, der ausgesonderten erotischen Bücher in der Bibliothèque nationale de France, dass er keine solche Person in Montpellier nachweisen konnte, und nennt eine weitere Vermutung, der zufolge E. D. ein gewisser Edmond Dumoulin, ein Beamter in der Gironde, gewesen sein könnte.
In einer deutschen Ausgabe wird Édouard Demarchin als wirklicher Name genannt.
Die Werke von E. D. erschienen unter fingierten, teils scherzhaften Verlagsangaben, zum Beispiel „Chez la petite Lolotte au Palais Royal“ („bei der kleinen Lolotte im Palais Royal“), bei einer fiktiven „Société des Bibliophiles Cosmopolites“ („Gesellschaft der kosmopolitischen Bibliophilen“) oder mit dem Vermerk „Aux dépens de la Compagnie“ („auf Kosten der Firma“). Die meisten Bücher von E. D. sind tatsächlich in Amsterdam bzw. Brüssel im Verlag von Auguste Brancart erschienen, einem bekannten Verleger klandestiner Literatur. Ein erheblicher Teil der Werke E. D.s ist auch ins Deutsche übersetzt worden.

## Werke
Die Memoiren einer russischen Tänzerin, sein bekanntestes Werk, ist die fiktive Autobiografie der Mariska, die von einer Leibeigenen zur Tänzerin am Kaiserlichen Theater in Moskau aufsteigt. Es besteht aus drei Teilen, in der deutschen Übersetzung betitelt als „Die Kindheit in der Leibeigenschaft eines Bojaren“, „Lehrjahre in einem Moskauer Mode-Atelier“ und „In der Kaiserlichen Ballettschule“, wobei sich auf jeder dieser Stationen eine Züchtigungsszene an die nächste reiht, weshalb das Bilderlexikon der Erotik von einem „Vademecum“ des Flagellantismus spricht. Eine umgearbeitete und abgemilderte Fassung erschien 1905 unter dem Titel La Flagellation en Russie – Mémoires d’une danseuse russe.
Weitere Werke, in deren Zentrum die Flagellation steht, sind Défilé de fesses nues (deutsch: Backenstreiche und Peitschenhiebe) und Les Callipyges (deutsch: Die Wonnen der Rute), worin eine Gruppe junger Flagellanten und Flagellantinnen in einer Art Konferenz ihren Lieblingsfetisch erörtert, nicht ohne entsprechende Experimente.
Auch der „lesbischen“ Sexualität hat E. D. einige Werke gewidmet, darunter Lesbia, maîtresse d’école (deutsch: Lesbia, die Schulvorsteherin). Darin kommt die junge Gertrud auf Empfehlung ihres Onkels Fulbert, eines Domherrn, mit dem sie eine Beziehung hat, als Lehrerin in das Mädchenpensionat der Mad. Chattemitte, auch Lesbia genannt. Mad. Chattemitte achtet sehr auf die Reinlichkeit ihrer Zöglinge und züchtigt sie, wenn sie etwa das Bidet nicht richtig benutzen. Gertrud bemerkt, dass diese Züchtigungen Mad. Chattemitte in einen Zustand der Erregung bringen, von dem sie sich durch Verwendung eines merkwürdigen Instrumentes befreit. Gertrud und Lesbia kommen sich näher und Gertrud wird schließlich von Lesbia in die Geheimnisse der Tribadie eingeführt. La Comtesse Lesbos ou la nouvelle Gamiani ist eigentlich die Vorgeschichte hierzu. Zum gleichen Genre gehört Lèvres de velours, suite de la Comtesse des Lesbos.
Teilweise gehört noch La maison à plaisir ou la Passion de Gilberte (deutsch: Gilbertens Leidenschaft oder das Haus der Lebenslust) in diesen Bereich, wobei hier wollüstige Szenen in den „Maisons de rendez-vous“, den Pariser Luxusbordellen, im Mittelpunkt stehen.
In L’éducation d’une Demi-Vierge (deutsch: Edmées Ausbildung zur Demi-Vierge) ist solch ein „Maison de rendez-vous“ der Ort, wo die Titelheldin sich auf Veranlassung ihrer Mutter, einer großen Dame, zur vollendeten Demi-Vierge ausbilden lässt, also zur angehenden Halbweltdame. Ebenfalls in der Welt der Edelbordelle spielt La Maison de verre, défilé de tableaux vivants (deutsch: Das Glashaus. Sittenbilder aus dem zweiten Kaiserreich). Das „Glashaus“ war im zweiten Kaiserreich ein für Voyeure eingerichtetes Bordell, in dem alle Vorgänge durch Gucklöcher in den Wänden beobachtet werden konnten.
In einer ganz anderen Welt spielt Odor di femina. Amours naturalistes (deutsch: Evasduft), wo der Held, gelangweilt von der Welt der Pariser Boudoirs und Salons, sich auf das Land begibt, wo er im Analverkehr mit drallen Bauernmädchen Heilung von der ennui findet. Dann gesellt sich noch eine große Dame dazu, die Gefallen daran findet, im Analverkehr mit den Bauerndirnen zu wetteifern.
Les stations de l’amour. Lettres de l’Inde et de Paris ist ein Briefroman, in dem ein modernes Ehepaar sich seine Abenteuer mitteilt, er seine sexuellen aus Indien, sie ihre mondänen aus Paris.
In L’Odyssée d’un pantalon wird ein junger Mann in eine Damenhose verwandelt und berichtet nach seiner Rückverwandlung in einen Menschen von seinen Abenteuern, eine Variante von Crébillons Der Sopha (1742), wo der Protagonist in das titelgebende Möbel verwandelt wird. 
La Canonisation de Jeanne d’Arc, histoire amoureux d’une soirée fin de siècle handelt von den Ausschweifungen und Orgien einer geheimen Pariser erotischen Gesellschaft.
Neben seinen Romanen hat E. D. sich auch in den Gattungen Lyrik und Drama versucht. Seine Gedichtsammlung Rondeaux et sonnets galants ist der erste von ihm bekannte Text. Théâtre naturaliste ist eine Sammlung dramatischer Szenen, die auch jeweils einzeln veröffentlicht wurden.

## Bibliografie
- Rondeaux et sonnets galants. Gedichte. Chez la petite Lolotte au Palais Royal, Paris (d.i. Brancart, Amsterdam) 1887.
- Mes amours avec Victoire. Aux dépens de la Compagnie. Amsterdam (d.i. Brancart, Amsterdam) 1888.
- Les Callipyges ou Les Délices de la Verge. Chez la petite Lolotte. Galeries du Palais Royal, Paris (d.i. Brancart, Amsterdam) 1889.
  - Deutsch: Die Wonnen der Rute. 2 Bände. 1906.
- La Comtesse de Lesbos ou La Nouvelle Gamiani. Sous les Galeries du Palais-Royal, chez la petite Lolotte, Paris (d.i. Brancart, Amsterdam) 1889.
- Jupes troussées. Imprimerie de la Société Cosmopolite, London (d.i. Brancart, Amsterdam) 1889.
  - Deutsch: Hochgeschürzte Röcke. 1908.
- Lèvres de velours. Sous les Galeries du Palais-Royal, chez la petite Lolotte, Paris (d.i. Brancart, Amsterdam) 1889.
- Le Marbre animé. Aux dépens de la Compagnie. Brüssel (d.i. Brancart, Amsterdam) 1889.
- La maison à plaisir ou la Passion de Gilberte. Maison 'Mystères', Brüssel 1889. Auch als: La Passion de Gilberte. Mit zwei anderen Erzählungen auch enthalten in: Les heures galantes modernes : comprenant: La passion de Gilberte, La petite bourgeoise, Le rat, La bouillie de maïs. G. Lebaucher, Montreal (d.i. Briffaut, Paris) ca. 1900.
  - Deutsch: Gilbertens Leidenschaft oder das Haus der Lebenslust. [ca. 1905].
- L’Odyssée d’un pantalon. Aux dépens de la Compagnie. Paris (d.i. Brancart, Amsterdam) 1889.
- Théâtre Naturaliste. La Société des Bibliophiles Cosmopolites, London (d.i. Brancart, Amsterdam) 1889 (Collection des érotiques Français du XIXe siècle; Sammlung mehrerer, auch separat publizierter dramatischer Szenen: En Cabinet particulier; La Discipline; Après le bal; La Vengeance est le plaisir des dieux; Entre-Deux; La Raison du plus fort est toujours la meilleure; Il ne faut pas jouer avec le feu).
- Défilé de fesses nues. Recueil de lettres érotiques. Chez la petite Lolotte. Galeries du Palais-Royal, Paris (d.i. Brancart, Amsterdam) 1890.
  - Deutsch: Backenstreiche und Peitschenhiebe. 1909.
- Les Exploits d’un galant précoce. Sous les Galeries du Palais-Royal, chez la petite Lolotte, Paris (d.i. Brancart, Amsterdam) 1890.
- Lesbia, maîtresse d’école. Aux dépens de la Compagnie. Paris (d.i. Brancart, Amsterdam) 1890.
  - Deutsch: Lesbia, die Schulvorsteherin. Don Juan Casanova, Babylon 1903.
- Mes étapes amoureuses. 2 Bände. Aux dépens de la Compagnie. Paris (d.i. Brancart, Amsterdam) 1890.
- Odor di femina. Amours Naturalistes. Imprimerie de la Société Cosmopolite, London (d.i. Brancart, Amsterdam) 1890.
  - Deutsch: Evasduft. Aus dem Französischen von Fritz Mautner. O. O. u. J. Später unter dem Titel: Colette, die schöne Pächtersfrau. 1904.
- Souvenirs de Mrs. Martinett. Imprimerie de la Société Cosmopolite, London (d.i. Brancart, Amsterdam) 1890.
- La Canonisation de Jeanne d’Arc. Histoire amoureuse d’une Soirée fin de siècle. Maison Mystère, fin du XIXe Siècle, Paris (d.i. Brancart, Amsterdam, ca. 1891).
- Les Callipyges ou les délices de la verge. 1892.
- La Maison de verre. Défilé de Tableaux vivants. O. O. u. J (Brancart, Amsterdam 1892).
  - Deutsch: Das Glashaus. Sittenbilder aus dem zweiten Kaiserreich. Übersetzt von Richard Werther. [W. Schindler, Berlin 1908].
- Mémoires d’une danseuse russe. Sous les Galeries du Palais-Royal, Paris (d.i. Brancart, Amsterdam) 1893. Überarbeitete Fassung: La Flagellation en Russie – Mémoires d’une danseuse russe. 1905.
  - Deutsch: Memoiren einer russischen Tänzerin. 3 Bände. 1898.
- Les stations de l’amour. Lettres de l’Inde et de Paris. 2 Bände. Paris ca. 1900.
- L’éducation d’une Demi-Vierge. Paris / Brüssel 1903.
  - Deutsch: Edmées Ausbildung zur Demi-Vierge. Aus dem Französischen von Dr. Leo Kirchbach. 1909. Weitere Übersetzung: Die Erlebnisse der schönen Rosine. Privatdruck, München 1911.
- Les Peches de Minette. G. Lebaucher, Montreal (d.i. Briffaut, Paris) 1912.
- Journal d’un prêtre de Vénus. Paris o. J. (zugeschrieben).